# Bailando (canción de Paradisio)
«Bailando» es una canción del grupo belga Paradisio. Fue lanzado el 19 de mayo de 1996 como sencillo principal de su álbum debut, Paradisio. La canción está producida por Patrick Samoy y Luc Rigaux (también conocido como Unity Mixers) y alcanzó el número uno en Italia, Dinamarca, Noruega, Finlandia y Suecia. Alcanzó el puesto número 2 en Bélgica. En Suecia fue el sencillo más vendido al ser triple platino. La canción fue un éxito en la mayoría de los países de Europa durante el verano de 1997. En 1998, fue versionada por la cantante holandesa Loona. El sencillo alcanzó el número uno en Alemania y Suiza.

## Vídeos musicales
Se realizaron dos vídeos musicales diferentes para acompañar la canción: una versión belga de 1996 y una versión internacional de 1997. Uno fue dirigido por Thierry Dory y ambos videos musicales fueron filmados en Miami Beach y en el Hotel Eden Roc.

## Recepción
En 2012, Porcys colocó la canción en el puesto 53 de su ranking "100 Singles 1990-1999", añadiendo: "Resultó que "Bailando", sinónimo del baile descarado de los noventa, es básicamente una configuración casi perfecta de las características y atributos que busco intuitivamente en la música popular: sexualidad sensual, tontería juguetona, escapismo inocente, ritmo emocionante y hooku tentador.

## Canciones
| 1. «Bailando» (video versión) (3:50) 2. «Bailando» (instrumental extended mix) (6:48) Bélgica 1 1. «Bailando» (extended radio version) (6:50) 2. «Bailando» (discoteca remix) (6:52) 3. «Bailando» (ritmo el más locomix) (6:50) 4. «Bailando» (original discoteca drums mix) (6:50) 5. «Bailando» (transologik remix) (7:08) 6. «Bailando» (radio versión) (3:50) Bélgica 2 1. «Bandolero» (discoteca action remix) (7:05) 2. «Bandolero» (discoteca action remix short mix) (4:13) 3. «Bandolero» (after party remix) (6:00) 4. «Bandolero» (video edit) (3:54) 5. «Bandolero» (US power club remix) (7:43) Finlandia, Suecia 1. «Bailando» (radio versión) (3:48) 2. «Bailando» (2 fabiola remix) (5:05) 3. «Bailando» (discoteca remix) (6:50) 4. «Bailando» (extended radio mix) (6:48) 5. «Bailando» (ritmo el más locomix) (6:48) 6. «Bailando» (original discoteca drums) (6:49) Europa 1. «Bailando» (radio versión) (3:48) 2. «Bailando» (extended radio version) (6:48) 3. «Bailando» (original discoteca drums mix) (6:47) 4. «Bailando» (ritmo el más locomix) (6:48) 5. «Bailando» (Ibiza remix) (5:05) | Otras ciudades 1. «Bailando» (radio versión) (3:50) 2. «Bailando» (ritmo el más locomix) (6:50) 3. «Bailando» (discoteca drums mix) (6:50) Bélgica 1. «Bailando» (original discoteca drums mix) (6:50) 2. «Bailando» (discoteca remix) (6:52) 3. «Bailando» (transologik remix) (7:08) Alemania 1. «Bailando» (Ibiza remix) 2. «Bailando» (original discoteca drums mix) Italia, España 1. «Bailando» (extended radio version) (6:50) 2. «Bailando» (radio versión) (3:50) 3. «Bailando» (discoteca remix) (6:52) 4. «Bailando» (transologik remix) (7:08) Estados Unidos 1. «Bailando» (extended radio version) (6:49) 2. «Bailando» (original discoteca drums mix) (6:49) 3. «Bailando» (transologik remix) (7:05) 4. «Bailando» (instrumental extended mix) (6:49) |

## Países
| Listas (1996-1997)                  | Mejor posición |
| ----------------------------------- | -------------- |
| Bélgica (Ultratop 50 Flandre)       | 2              |
| Bélgica (Ultratop 40 Wallonie)      | 8              |
| Dinamarca (Tracklisten)             | 1              |
| Finlandia (Suomen virallinen lista) | 1              |
| Francia (SNEP)                      | 4              |
| Italia (FIMI)                       | 3              |
| Países Bajos (Mega Top 100)         | 25             |
| Noruega (VG-lista)                  | 1              |
| España (AFYVE)                      | 9              |
| Suecia (Sverigetopplistan)          | 1              |

| Listas (1996)                  | Posición |
| ------------------------------ | -------- |
| Bélgica (Ultratop 50 Flandre)  | 6        |
| Bélgica (Ultratop 40 Wallonie) | 20       |
| Francia (SNEP)                 | 68       |

| Listas (1997)  | Posición |
| -------------- | -------- |
| Francia (SNEP) | 26       |
| Italia (FIMI)  | 29       |

## Certificaciones
| País    | Certificación | Fecha                | Ventas certificadas |
| ------- | ------------- | -------------------- | ------------------- |
| Noruega |               | 1997                 | 80 000              |
| Suecia  |               | 14 de agosto de 1997 | 60 000              |